# Volo Singapore Airlines 117
Il volo Singapore Airlines 117 era un volo della Singapore Airlines che fu dirottato durante il volo da quattro terroristi pakistani il 26 marzo 1991.
L'aereo atterrò a Singapore come previsto dal piano di volo. A quel punto i dirottatori, che affermavano di essere membri del Partito Popolare Pakistano (PPP), presero il controllo del velivolo e pretesero il rilascio del marito dell'ex primo ministro del Pakistan Benazir Bhutto, Asif Ali Zardari, che in seguito divenne presidente del Pakistan, così come di altri membri del PPP in prigione.
Poiché le loro richieste non venivano soddisfatte, i dirottatori minacciarono di iniziare a uccidere gli ostaggi; prima della scadenza del termine, i commando della Special Operations Force (SOF) presero d'assalto l'aereo, uccidendo i dirottatori e liberando tutti gli ostaggi illesi. Questo costituì il primo e unico dirottamento che abbia mai coinvolto un aereo della Singapore Airlines.

## Cronologia
L'aereo, un Airbus A310 con registrazione 9V-STP, era decollato dall'Aeroporto di Subang-Sultano Abdul Aziz Shah vicino a Kuala Lumpur, in Malaysia, alle 21:15 SST, con 114 passeggeri e 11 membri d'equipaggio a bordo. L'Airbus è stato dirottato a mezz'aria mentre era in viaggio verso l'Aeroporto di Singapore-Changi da quattro pakistani. I dirottatori erano armati di esplosivi e coltelli, ma non di armi da fuoco. Atterrò sano e salvo all'aeroporto di Changi alle 22:15, dove un gruppo di funzionari del Ministero della Difesa, del Ministero degli Affari Interni e del Ministero dell'Informazione, delle Comunicazioni e delle Arti, insieme a rappresentanti di Singapore Airlines e una squadra di negoziatori, erano in attesa.
I dirottatori, che affermavano di essere membri del Partito popolare pakistano (PPP), chiesero il rilascio del marito dell'ex primo ministro pakistano Benazir Bhutto, Asif Ali Zardari (poi eletto presidente del Pakistan), così come di altri membri del PPP ancora in prigione. I dirottatori pretesero pure che l'aereo venisse rifornito di carburante per volare in Australia. La mattina successiva, 27 marzo, alle 02:30, i dirottatori spinsero fuori dall'aereo due assistenti di volo (maschi), lo steward di volo Bernard Tan e lo steward capo Philip Cheong, dopo che l'aereo era stato spostato sull'asfalto fuori dalla pista.
Alle 06:45, i dirottatori comunicarono un ultimatum di 5 minuti e minacciarono di uccidere un passeggero ogni dieci minuti se le loro richieste non fossero state ancora soddisfatte. A tre minuti dalla fine, è stato dato l'ordine di iniziare l'assalto: la formazione di commando delle forze armate di Singapore (SAF CDO FN) prese d'assalto l'aereo in un'operazione di 30 secondi, uccidendo tutti e quattro i dirottatori senza ferire gli ostaggi. Il leader del dirottamento era stato colpito cinque volte al petto, ma era ancora vivo. Tentò di alzarsi e attivare la bomba, ma un commando gli sparò uccidendolo prima che lo facesse. L'aereo venne completamente messo in sicurezza entro le 06:50.

## Conseguenze
Singapore ricevette degli elogi da tutto il mondo per la sua pronta azione nella gestione dell'incidente. L'allora primo ministro di Singapore Goh Chok Tong elogiò tutti coloro che sono stati coinvolti nella gestione del calvario e nella missione di salvataggio per la loro rapidità ed efficienza. Il capitano Stanley Lim, il pilota del volo, e il sovrintendente Foo Kia Juah, capo negoziatore della polizia, hanno ricevuto la Stella di Pubblico Servizio per i loro ruoli. I membri della formazione commando SAF ricevettero la medaglia al valore e ad altri membri della squadra negoziale sono stati consegnati i Certificati di Encomio del Presidente.
Singapore Airlines, dal 15 novembre 2023, continua a operare il volo numero 117 tra Kuala Lumpur e Singapore, alternandosi tra un Boeing 737-800 e un Boeing 737 MAX (il volo 117 era utilizzato per operare Airbus A330-300 e A350-900 su questa rotta) tranne il sabato e la domenica.

## L'aereo
L'A310 dirottato era stato consegnato alla Singapore Airlines il 22 novembre 1988. Esso continuò a rimanere in servizio quotidiano con la Singapore Airlines dopo l'incidente per i successivi 10 anni, fino a quando fu trasferito alla compagnia aerea spagnola Air Plus Comet l'11 maggio 2001. L'aereo è stato dipinto completamente di bianco e registrato nuovamente come EC-HVB. Il 31 maggio 2003 è stato ritirato dal volo ed è stato immagazzinato nello Spazioporto di Mojave negli Stati Uniti. Il 25 aprile 2005, l'A310 senza più alcuna livrea, immatricolato N443RR, è stato smantellato e demolito.